# Indie na Letnich Igrzyskach Olimpijskich 2008
Indie na Letnich Igrzyskach Olimpijskich 2008 reprezentowało 56 sportowców w 13 dyscyplinach.
Był to 22. start reprezentacji Indii na letnich igrzyskach olimpijskich. Trzy zdobyte medale były najlepszym wynikiem w historii występów Indii na letnich igrzyskach olimpijskich.

## Zdobyte medale
| Medal | Zawodnik       | Dyscyplina sportowa | Konkurencja                        |
| ----- | -------------- | ------------------- | ---------------------------------- |
| Złoto | Abhinav Bindra | Strzelectwo         | karabin pneumatyczny 10 m mężczyzn |
| Brąz  | Sushil Kumar   | Zapasy              | styl wolny do 66 kg mężczyzn       |
| Brąz  | Vijender Kumar | Boks                | waga średnia (do 75 kg) mężczyzn   |